# テーオーロイヤル
テーオーロイヤル（欧字名:T O Royal、2018年3月6日 - ）は、日本の競走馬。主な勝ち鞍は2024年の天皇賞（春）、阪神大賞典、2022年・2024年のダイヤモンドステークス。
馬名の意味は、冠名＋王にふさわしい。

## 戦績

### 2歳（2020年）
12月19日に行われた2歳新馬戦でデビューし、幸英明を鞍上に3着。

### 3歳（2021年）
3歳初戦として1月16日の3歳未勝利戦に出走し、9着。
4月4日の3歳未勝利戦に出走。菱田裕二を鞍上に迎えたレースでは、五分のスタートを決め中団馬群で折り合ってリズム良く追走。4コーナーを回って直線に向くと、内ラチ沿いのインを選択。上がり最速の末脚で突き抜け、デビュー4戦目で初勝利を果たした。次走のダービートライアル・青葉賞(GII)では、15番人気であったが4着に入賞。
10月3日の3歳以上1勝クラスに出走。1番人気に推されたレースでは、中団からの競馬でサツキハピネスとの競り合いを3/4馬身凌いで勝利した。
続く10月23日の兵庫特別(2勝クラス)では、スタートからすっとハナに立つと、迫り来る1番人気のマカオンドールを3/4馬身凌いで勝利した。
11月20日の尼崎ステークス(3勝クラス)に出走。1番人気で迎えたレースでは、スタートから終始好位を追走し、前を行くニホンピロスクーロをとらえ、2馬身半差つけて快勝。3連勝でオープン入りを果たした。

### 4歳（2022年）
4歳初戦として、長距離重賞のダイヤモンドステークス(GIII)に出走。好位の4番手でレースを進め、直線に入ると先頭に立ち、外から追い込んだ11番人気ランフォザローゼスに2馬身半差をつけ優勝。4連勝で重賞初制覇を果たした。
続いて、JRA平地GI最長距離の天皇賞（春）に出走。4番人気で迎えたレースでは、好位追走から2周目の3コーナーで2番手へ進出。逃げたタイトルホルダーに真っ向勝負を挑んだが、直線半ばで突き放され最後は失速気味に。ゴール前でディープボンドに差され3着に敗れた。鞍上の菱田裕二は「あらためてすばらしい馬だと思った。理想の位置で勝ち馬をつかまえるだけのところまでいけた。初めてレースが終わって疲れているところを見せた。成長できるきっかけになると思う」と振り返った。約4か月の休養を挟み、9月25日のオールカマーで復帰。好位からレースを進めたが、直線伸びず5着に敗れた。11月6日のアルゼンチン共和国杯は、最後の直線で内ラチに接触して跳ね返ってきたキングオブドラゴンに巻き込まれる不利で急失速し、6着に敗北。11月27日のジャパンカップは11着に沈んだ。

### 5歳（2023年）
当初予定していたサウジカップデーのレッドシーターフハンデキャップへの出走を辞退した後、右後肢の寛骨を骨折していたことが判明し、長期休養に入った。11月5日に行われたアルゼンチン共和国杯で復帰した。このレースから浜中俊に乗り替わりとなった。11か月ぶりの実戦となった当レースでは10着に大敗するも、次走のステイヤーズステークスは中団から上がり最速の脚を繰り出し、勝ち馬アイアンバローズに次ぐ2着に好走した。

### 6歳（2024年）
2月17日のダイヤモンドステークスより始動。このレースより菱田裕二に鞍上が戻った。直線内で食い下がる1番人気サリエラとの激しい追い比べをクビ差制し、2022年以来隔年での同レース制覇を達成した。続いて、3月17日の阪神大賞典に出走。道中は好位で進め、最後の直線で早めに抜け出すと、そのまま後続に5馬身差をつけ圧勝。重賞3勝目を挙げるとともに、4月28日に開催される天皇賞（春）の優先出走権を獲得した。
4月28日、予定通り天皇賞（春）に出走。レース前は単勝2.8倍の1番人気に支持された。道中は前年の菊花賞馬ドゥレッツァをマークするように4・5番手につけ、4コーナーで位置を上げ前へ。直線でディープボンドを交わすとそのままリードを広げ、最後は2着ブローザホーンに2馬身差をつけ1着でゴール。2月のダイヤモンドステークスから3連勝でのGI初制覇を果たした。また、この勝利は鞍上の菱田裕二、管理する岡田稲男、そして父リオンディーズの産駒としてもGI初制覇となった。
その後は休養し、秋復帰初戦は京都大賞典を予定していたが、左前脚の橈骨を傷めたため回避。ジャパンカップを目標に切り替えたが、再び左前脚の中筋を傷めたためこれも回避。暮れの有馬記念を視野に一旦目標を切り替えたものの、最終的に有馬記念も回避し、目標も連覇がかかる翌年の天皇賞（春）に切り替えた。

## 競走成績
以下の内容は、JBISサーチおよびnetkeiba.comに基づく。
| 競走日     | 競馬場 | 競走名         | 格   | 距離（馬場）  | 頭 数 | 枠 番 | 馬 番 | オッズ （人気） | 着順 | タイム （上がり3F） | 着差 | 騎手      | 斤量 [kg] | 1着馬（2着馬）         | 馬体重 [kg] |
| ---------- | ------ | -------------- | ---- | ------------- | ----- | ----- | ----- | --------------- | ---- | ------------------- | ---- | --------- | --------- | ---------------------- | ----------- |
| 2020.12.19 | 阪神   | 2歳新馬        |      | 芝1600m（良） | 18    | 8     | 16    | 026.10（6人）   | 03着 | R1:37.3（34.1）     | -0.4 | 0幸英明   | 55        | エリザベスタワー       | 462         |
| 2021.01.16 | 中京   | 3歳未勝利      |      | 芝1600m（良） | 16    | 4     | 8     | 041.80（9人）   | 09着 | R1:35.3（36.0）     | -1.2 | 0幸英明   | 56        | レイモンドバローズ     | 450         |
| 0000.03.13 | 阪神   | 3歳未勝利      |      | 芝2000m（稍） | 15    | 5     | 9     | 023.60（6人）   | 04着 | R2:03.1（35.6）     | -1.1 | 0菱田裕二 | 56        | プログノーシス         | 444         |
| 0000.04.04 | 阪神   | 3歳未勝利      |      | 芝2400m（良） | 16    | 6     | 11    | 020.00（5人）   | 01着 | R2:28.4（33.7）     | -0.1 | 0菱田裕二 | 56        | （プリュムドール）     | 450         |
| 0000.05.01 | 東京   | 青葉賞         | GII  | 芝2400m（良） | 18    | 6     | 11    | 107.2（15人）   | 04着 | R2:25.3（33.9）     | -0.1 | 0菱田裕二 | 56        | ワンダフルタウン       | 446         |
| 0000.10.03 | 中京   | 3歳上1勝クラス |      | 芝2200m（良） | 16    | 2     | 3     | 004.20（1人）   | 01着 | R2:12.5（35.8）     | -0.2 | 0菱田裕二 | 54        | （サツキハピネス）     | 458         |
| 0000.10.23 | 阪神   | 兵庫特別       | 2勝  | 芝2400m（良） | 9     | 4     | 4     | 003.50（3人）   | 01着 | R2:26.3（35.0）     | -0.1 | 0菱田裕二 | 54        | （マカオンドール）     | 458         |
| 0000.11.20 | 阪神   | 尼崎S          | 3勝  | 芝2400m（良） | 11    | 8     | 11    | 002.20（1人）   | 01着 | R2:24.9（34.4）     | -0.4 | 0菱田裕二 | 55        | （ニホンピロスクーロ） | 456         |
| 2022.02.19 | 東京   | ダイヤモンドS  | GIII | 芝3400m（良） | 14    | 6     | 9     | 004.00（2人）   | 01着 | R3:30.1（34.8）     | -0.4 | 0菱田裕二 | 54        | （ランフォザローゼス） | 456         |
| 0000.05.01 | 阪神   | 天皇賞（春）   | GI   | 芝3200m（稍） | 18    | 4     | 7     | 009.90（4人）   | 03着 | R3:17.4（37.4）     | -1.2 | 0菱田裕二 | 58        | タイトルホルダー       | 460         |
| 0000.09.25 | 中山   | オールカマー   | GII  | 芝2200m（良） | 13    | 7     | 10    | 007.30（4人）   | 05着 | R2:13.5（35.9）     | -0.8 | 0菱田裕二 | 56        | ジェラルディーナ       | 460         |
| 0000.11.06 | 東京   | AR共和国杯     | GII  | 芝2500m（良） | 18    | 3     | 5     | 003.00（1人）   | 06着 | R2:31.3（34.3）     | -0.2 | 0菱田裕二 | 57.5      | ブレークアップ         | 458         |
| 0000.11.27 | 東京   | ジャパンC      | GI   | 芝2400m（良） | 18    | 7     | 13    | 026.10（8人）   | 14着 | 02:25.3（35.6）     | -1.6 | 0菱田裕二 | 57        | ヴェラアズール         | 456         |
| 2023.11.05 | 東京   | AR共和国杯     | GII  | 芝2500m（良） | 18    | 8     | 16    | 018.80（7人）   | 10着 | R2:30.5（35.2）     | -0.6 | 0浜中俊   | 58.5      | ゼッフィーロ           | 454         |
| 0000.12.02 | 中山   | ステイヤーズS  | GII  | 芝3600m（良） | 16    | 6     | 11    | 005.60（2人）   | 02着 | 03:45.8（33.9）     | -0.4 | 0浜中俊   | 57        | アイアンバローズ       | 450         |
| 2024.02.17 | 東京   | ダイヤモンドS  | GIII | 芝3400m（良） | 10    | 8     | 9     | 003.10（2人）   | 01着 | R3:30.2（33.7）     | -0.0 | 0菱田裕二 | 58.5      | （サリエラ）           | 452         |
| 0000.03.17 | 阪神   | 阪神大賞典     | GII  | 芝3000m（稍） | 15    | 4     | 6     | 003.30（2人）   | 01着 | 03:06.8（34.8）     | -0.8 | 0菱田裕二 | 57        | （ワープスピード）     | 458         |
| 0000.04.28 | 京都   | 天皇賞（春）   | GI   | 芝3200m（良） | 17    | 7     | 14    | 002.80（1人）   | 01着 | 03:14.2（35.0）     | -0.3 | 0菱田裕二 | 58        | （ブローザホーン）     | 460         |

- 競走成績は2024年4月28日現在

## 血統表
| テーオーロイヤルの血統                       | テーオーロイヤルの血統                                        | テーオーロイヤルの血統                                        | （血統表の出典）                                              | （血統表の出典）    |
| 父系                                         | キングマンボ系                                                | キングマンボ系                                                | キングマンボ系                                                | [ § 2 ]             |
| 父 リオンディーズ 黒鹿毛 2013 北海道安平町   | 父の父キングカメハメハ 鹿毛 2001                              | Kingmambo                                                     | Mr.Prospector                                                 | Mr.Prospector       |
| 父 リオンディーズ 黒鹿毛 2013 北海道安平町   | 父の父キングカメハメハ 鹿毛 2001                              | Kingmambo                                                     | Miesque                                                       |                     |
| 父 リオンディーズ 黒鹿毛 2013 北海道安平町   | 父の父キングカメハメハ 鹿毛 2001                              | *マンファス                                                   | *ラストタイクーン                                             | *ラストタイクーン   |
| 父 リオンディーズ 黒鹿毛 2013 北海道安平町   | 父の父キングカメハメハ 鹿毛 2001                              | *マンファス                                                   | Pilot Bird                                                    |                     |
| 父 リオンディーズ 黒鹿毛 2013 北海道安平町   | 父の母シーザリオ 青毛 2002                                    | スペシャルウィーク                                            | *サンデーサイレンス                                           | *サンデーサイレンス |
| 父 リオンディーズ 黒鹿毛 2013 北海道安平町   | 父の母シーザリオ 青毛 2002                                    | スペシャルウィーク                                            | キャンペンガール                                              |                     |
| 父 リオンディーズ 黒鹿毛 2013 北海道安平町   | 父の母シーザリオ 青毛 2002                                    | *キロフプリミエール                                           | Sadler's Wells                                                | Sadler's Wells      |
| 父 リオンディーズ 黒鹿毛 2013 北海道安平町   | 父の母シーザリオ 青毛 2002                                    | *キロフプリミエール                                           | Querida                                                       |                     |
| 母 メイショウオウヒ 黒鹿毛 2008 北海道浦河町 | 母の父マンハッタンカフェ 青鹿毛 1998                          | *サンデーサイレンス                                           | Halo                                                          | Halo                |
| 母 メイショウオウヒ 黒鹿毛 2008 北海道浦河町 | 母の父マンハッタンカフェ 青鹿毛 1998                          | *サンデーサイレンス                                           | Wishing Well                                                  |                     |
| 母 メイショウオウヒ 黒鹿毛 2008 北海道浦河町 | 母の父マンハッタンカフェ 青鹿毛 1998                          | *サトルチェンジ                                               | Law Society                                                   | Law Society         |
| 母 メイショウオウヒ 黒鹿毛 2008 北海道浦河町 | 母の父マンハッタンカフェ 青鹿毛 1998                          | *サトルチェンジ                                               | Santa Luciana                                                 |                     |
| 母 メイショウオウヒ 黒鹿毛 2008 北海道浦河町 | 母の母*アルペンローズ 黒鹿毛 1999                             | Kris S.                                                       | Roberto                                                       | Roberto             |
| 母 メイショウオウヒ 黒鹿毛 2008 北海道浦河町 | 母の母*アルペンローズ 黒鹿毛 1999                             | Kris S.                                                       | Sharp Queen                                                   |                     |
| 母 メイショウオウヒ 黒鹿毛 2008 北海道浦河町 | 母の母*アルペンローズ 黒鹿毛 1999                             | Amizette                                                      | *フォーティナイナー                                           | *フォーティナイナー |
| 母 メイショウオウヒ 黒鹿毛 2008 北海道浦河町 | 母の母*アルペンローズ 黒鹿毛 1999                             | Amizette                                                      | Courtly Dee                                                   |                     |
| 母系(F-No.)                                  | アルペンローズ系(FN:A4)                                       | アルペンローズ系(FN:A4)                                       | アルペンローズ系(FN:A4)                                       | [ § 3 ]             |
| 5代内の近親交配                              | サンデーサイレンス 4×3, Mr.Prospector 4×5, Hail to Reason 5×5 | サンデーサイレンス 4×3, Mr.Prospector 4×5, Hail to Reason 5×5 | サンデーサイレンス 4×3, Mr.Prospector 4×5, Hail to Reason 5×5 | [ § 4 ]             |
| 出典                                         | 1. 2. 3. 4.                                                   | 1. 2. 3. 4.                                                   | 1. 2. 3. 4.                                                   | 1. 2. 3. 4.         |

- 半兄に2021年みやこステークス、2022年マーチステークス・帝王賞、2023年かしわ記念・帝王賞、2025年川崎記念勝ち馬のメイショウハリオ（父パイロ）がいる。